# 毕道远
毕道远（?—?），字仲任，号东河。山东淄川县万家庄（今淄博市周村区王村镇万家庄）人。
明代辽东巡抚毕自肃九世孙，沛县知县毕靖之七世孙。精于经史、文学，长于经济。道光二十一年（1841年）进士。历官翰林院散馆检讨，丙午（1846年）充山西正考官，以俸禄资助贫寒学士，不久以御史记名，“遇事敢言”、“守正不阿”。咸丰元年充国史馆纂修，后历任翰林院侍讲、侍读学士，後在户部擔任仓场侍郎，任仓场达二十年。同治元年（1862年）七月丁父忧。光绪八年授都察院左都御史、顺天乡试副主考兼署兵部尚书。官至礼部尚书、武英殿总裁。